# Non gioco più (Greta Panettieri)
Non gioco più è un album discografico della cantante italiana Greta Panettieri, pubblicato nel 2014 dalla Greta's Bakery Music.

## Il disco
'Non Gioco Più’ è un disco nel quale vivono le suggestioni di due mondi quasi paralleli: quello del jazz, con le sue fughe in avanti e le improvvisazioni associate ad atmosfere notturne e fumose e le canzoni Italiane d’autore degli anni sessanta e settanta, che hanno anche attinto alle sonorità d'oltreoceano e che ci portano indietro in un tempo in cui lo spettacolo televisivo proponeva, senza competitori, generi musicali e modelli sociali. Alcune di quelle canzoni che sono rimaste impresse nei cuori e nelle memorie di milioni di italiani, scritte da compositori tra i quali Ennio Morricone, Bruno Canfora e Gianni Ferrio, per grandi voci come quella di Mina, sono presenti in questo lavoro che Greta Panettieri ha realizzato con suoi grandi amici e collaboratori quali: Andrea Sammartino, Armando Sciommeri, Giuseppe Bassi e con tre ospiti d'eccezione: Alfonso Deidda, Gaetano Partipilo e Fabrizio Bosso.

## Tracce
1. Parole Parole – 9:56 (testo: Leo Chiosso e Giancarlo Del Re – musica: Gianni Ferrio)
2. Sono qui per te – 6:07 (testo: Lina Wertmuller – musica: Bruno Canfora)
3. Non gioco più – 6:52 (testo: Roberto Lerici, – musica: Gianni Ferrio)
4. Brava (feat. Fabrizio Bosso) – 4:58 (Bruno Canfora)
5. Soli – 6:56 (testo: Castellano & Pipolo – musica: Bruno Canfora)
6. Un anno d'amore – 7:06 (testo: Alberto Testa - Mogol – musica: Nino Ferrer)
7. Conversazione – 9:24 (testo: Antonio Amurri – musica: Bruno Canfora)
8. Se telefonando – 5:51 (testo: Maurizio Costanzo e Ghigo De Chiara – musica: Ennio Morricone)
9. E se domani – 4:00 (testo: Giorgio Calabrese – musica: Carlo Alberto Rossi)

## Musicisti
- Greta Panettieri - Voce
- Andrea Sammartino - Pianoforte, organo Hammond, sintetizzatore
- Giuseppe Bassi - Contrabbasso
- Armando Sciommeri - Batteria
- Fabrizio Bosso - Tromba
- Alfonso Deidda - Sax alto, baritono, flauto
- Gaetano Partipilo - Sax alto